# Kiss G. János
Kiss G. János (1954 –) televíziós főgyártásvezető. Többek között munkatársa volt az MTV-nek, dolgozott a Welcome Produkciós Irodánál. A HD Tv Hírstúdió Kft. produkciós cég tulajdonosa, ügyvezetője. A Magyar Televízió kétszeres nívódíjjal jutalmazta a tevékenységét.

## Munkássága
1973 és 1999 között a Magyar Televízió Külpolitikai Szerkesztőségén, Szórakoztató Főszerkesztőségén, Zenei Főszerkesztőségén dolgozott. Kétszeres nívódíjas.
1999-től 2005-ig a Budapest Kongresszusi Központ "Congress Media" tv-stúdiójának vezetője, Friderikusz Sándor Produkciós Irodájának főgyártásvezetője, a TV2 Korridor-Tv (hazai első internetes televízió ) line-producere, a Live-Tv Média Kft kreatív vezetője, főgyártásvezetője.
2005 és 2013 között a Media Line 2005 Kft. társtulajdonosa, ügyvezetője, producer.
Jelenleg (2007-ben alapítója) a HD Tv Hírstúdió Kft produkciós cég tulajdonosa, ügyvezetője.
Számtalan vetélkedő, szórakoztató magazin, zenés show-műsor, komolyzenei műsor főgyártásvezetője.
Éveken keresztül több külpolitikai produkció, így például a Parabola, a Fórum, a Nemzetközi stúdió, a Tájak, városok, emberek stb. alkotógárdájának tagja. 
Szórakoztató és zenei műsorok, magazinok gyártásvezetője, valamint a Helló, világ!, Helló, Magyarország!, Megáll az ész!, Hollidays, Nagyvizit, Jó reggelt, Magyarország!, Életveszélyben, Juli-suli (Kudlik Júlia sorozata), Diák, írj magyar éneket! (Nemeskürty István irodalomtörténeti sorozata), Nyugat c. irodalmi sorozat, Vásáry Tamás komolyzenei sorozata, Claudia-show, Határtalan szellem, Euro-party, stb. sorozatok főgyártásvezetője.
A Márai Sándor művéből készült, A gyertyák csonkig égnek című film gyártásvezetője.